# Blas Ortiz
Blas Ortiz (Villarrobledo, 1485 – Toledo, 25 maggio 1552) è stato un umanista spagnolo del Rinascimento, autore di una biografia di Adriano VI durante il suo pontificato e della prima guida storico-artistica sulla Cattedrale di Toledo.
Come inquisitore partecipò nella difesa di Juan de Vergara.

## Biografia

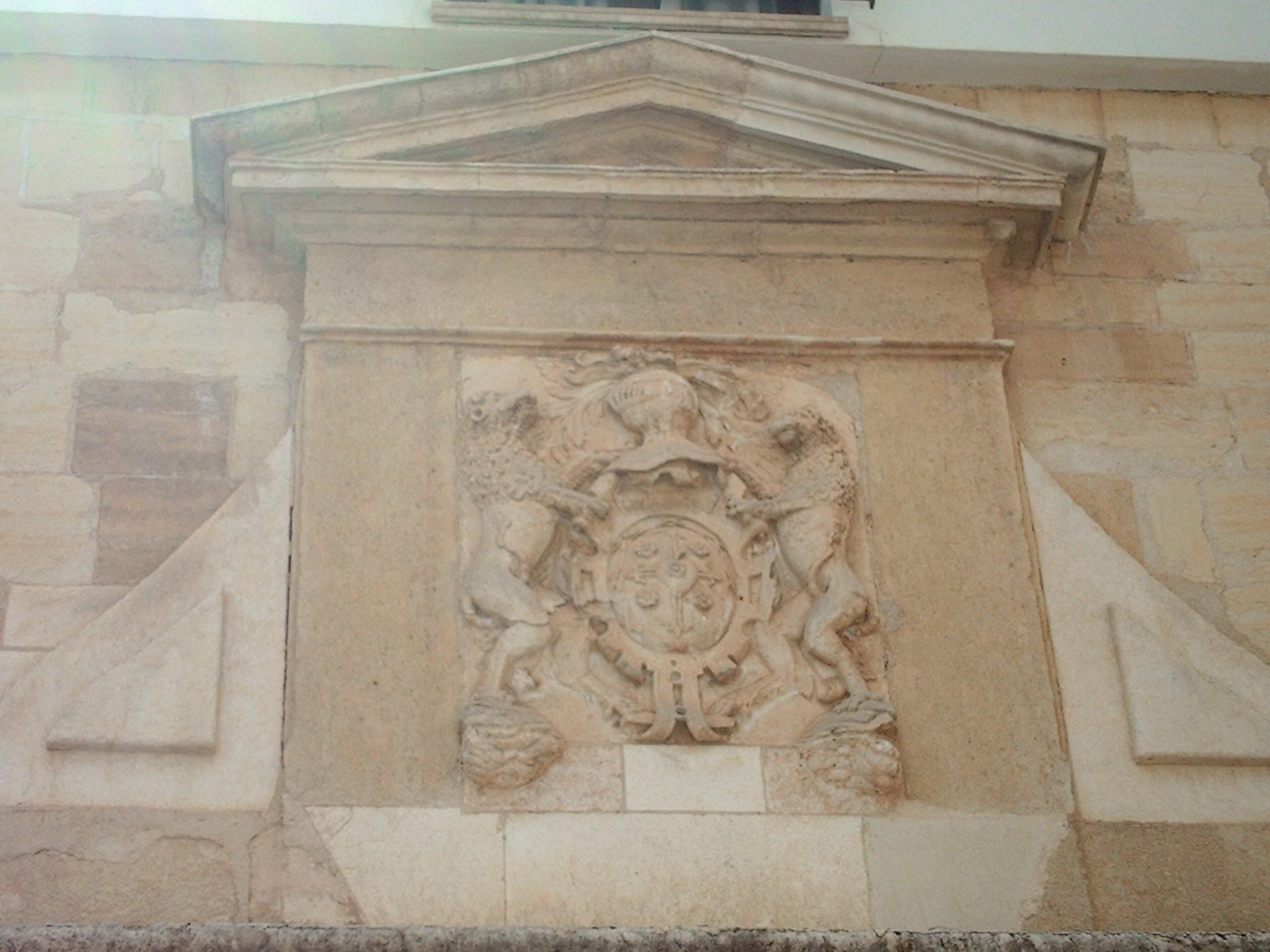
Casa degli Ortiz. Villarrobledo.

Nacque in Villarrobledo in 1485, nel seno di una famiglia che già aveva dato un illustre scrittore del Pre-rinascimento, il dottore don Alonso Ortiz di Urrutia. Studiò Filosofia, accanto al suo fratello Pedro Ortiz, nell'Università Complutense e si è laureato in Diritto Canónico e Civile. Possibilmente, Frate Francisco Ortiz e Diego Ortiz siano familiari suoi.
Per 1516, entrò come cappellano nell'Università di Salamanca nel Colegio Mayor de Santa Cruz in Valladolid. Essendo Provisorio del Vescovado di Calahorra, fu chiamato a Vitoria per il Cardinale Adrian Florensz (Adriano di Utrecht) affinché esercitasse come il suo segretario e cappellano privato. In marzo di 1522 avviò un periplo per Roma —che più avanti racconterà in una delle sue opere— accompagnando al cardinale, che a quel tempo era regente di Spagna in assenza di Carlos V. In questo viaggio stava per prendere possessione della sedia apostólica come Adriano VI, ultimo Papa non italiano fino a Giovanni Paolo II.

Alla morte del Papa in settembre di 1523 ritornò in Spagna, siccome in 1524 lo torniamo a trovare, vinculado questa volta a Toledo, grazie all'ottenimento di una canonicato dottorale. Anche fu visitatore dell'Inquisizione, siccome si può trovare il suo nome in abbastanza fascicoli relazionati con i processi inquisitori:
(Fascicolo 758, doc 557. Archivio Diocesano di Cuenca - Sezione Inquisizione. Trascrizione per Miguel Ángel Pozuelo.)

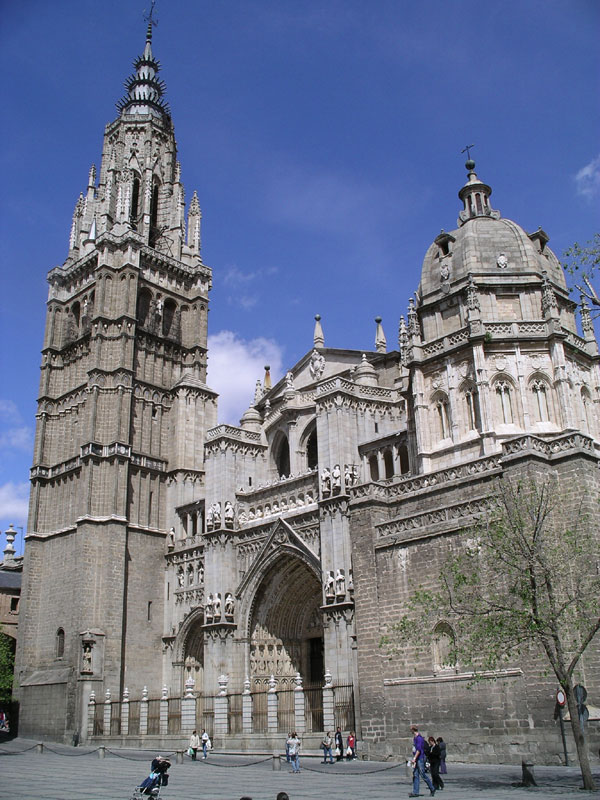
Cattedrale di Toledo.

Convertito in Dottore in Canoni e Vicario Generale della Diocesi di Toledo, uno dei processi inquisitori più importanti in quelli che partecipò, come Rappresentante dell'Ordinario, fu il di Juan di Vergara, accusato di luterano e alumbrado. Vergara occupava la cattedra di Filosofia nell'Università Complutense e fu grande ammiratore, seguace e amico di Erasmo di Rotterdam, a chi trattò personalmente in Flandes e di forma epistolare da Spagna. Durante il processo, che si dilatò tra 1533 e 1547, il Dottore Ortiz mostrò la sua simpatia per lui e influenzò nella sua posteriore assoluzione. Sembra che lo stretto vincolo tra entrambi autori era certo, fino a il punto di che alcuni autori stimavano che Vergara aveva aiutato al Dottore Ortiz a scrivere la sua opera Summi Templi Toletani Descriptio di 1549.
In 1546 pubblicò la prima opera —editata in Toledo per Ayala— di quella che si ha notizia: Itinerarium Adriani Sexti ab Hispania. In 1549 compilò una eccellente storia e descrizione della cattedrale di Toledo (Summi Templi Toletani Descriptio), incorniciata in una storia generale della città e dell'Arcevescovato di Toledo dalle sue origini, che è stata presa come fundamento di molte altre opere storiografiche posteriori.
Blas Ortiz morì in Toledo il 25 di maggio di 1552, vigilia dell'Ascensione del Signore, lasciando segnalato nel suo testamento che il suo corpo fosse spostato e seppellito nella Chiesa Parroquiale di San Blas di Villarrobledo, dove attualmente giace.

## Opera

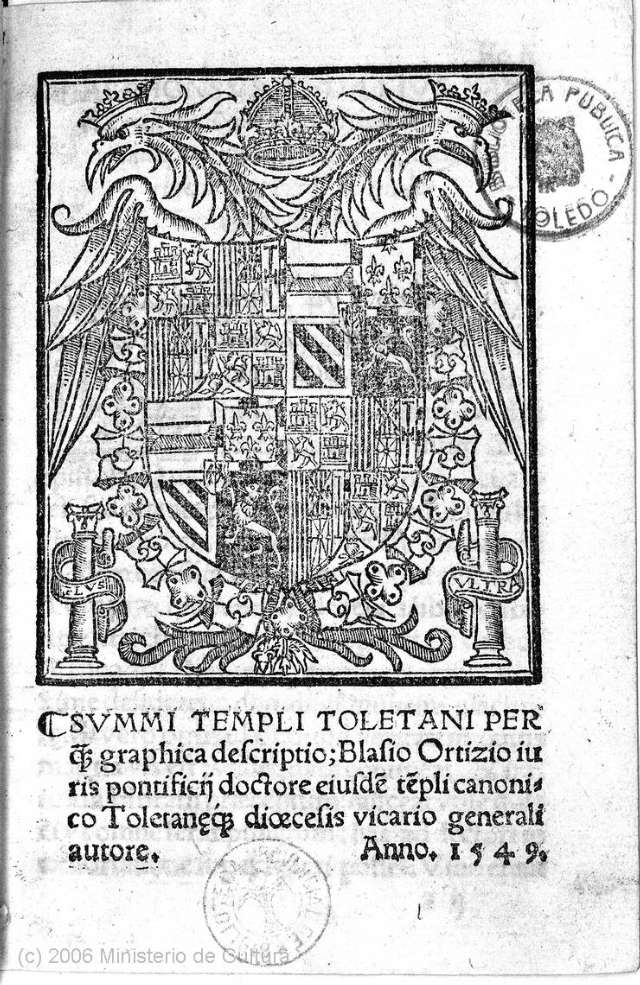
"Summi templi Toletani descriptio"

- Itinerarium Adriani Sexti ab Hispania (1546). Questa opera racconta tutto il viaggio e un riassunto del pontificato di Adriano VI. Sta estructurada a modo di diario intimo di un osservatore vicino, nel quale ogni giorno va annotando i fatti più importanti del suo pontificato, dal suo accidentado viaggio da Vitoria a Roma, fino alle difficoltà che dové vincere per portare avanti il suo programma di riforma della Chiesa, distaccando sempre l'onestà e rettitudine del Papa.
- Summi Templi Toletani Descriptio (1549), Una eccezionale opera, in tanto che è la più antica di questo tema che si conosce, incaricata per l'allora principe Felipe II dove si descrive minuziosamente la storia e architettura della cattedrale toledana. Anche costituisce uno dei primi libri storiografici sulla città e l'Arcevescovato toledano.